# Окуп-Великий
Окуп-Великий (пол. Okup Wielki) — село в Польщі, у гміні Ласьк Ласького повіту Лодзинського воєводства.
Населення — 300 осіб (2011).
У 1975-1998 роках село належало до Серадзького воєводства.

## Демографія
Демографічна структура станом на 31 березня 2011 року:
|          | Загалом | Допрацездатний вік | Працездатний вік | Постпрацездатний вік |
| -------- | ------- | ------------------ | ---------------- | -------------------- |
| Чоловіки | 149     | 29                 | 95               | 25                   |
| Жінки    | 151     | 29                 | 83               | 39                   |
| Разом    | 300     | 58                 | 178              | 64                   |